# Дункан, Лоис
Лоис Дункан (Данкан; англ. Lois Duncan), урождённая Лоис Данкан Штейнмец (англ.  Lois Duncan Steinmetz; 28 апреля 1934 — 15 июня 2016) — американская писательница, автор подростковой литературы и литературы с элементами саспенса. Известна в основном благодаря одноимённой экранизации её короткого романа «Я знаю, что вы сделали прошлым летом».

## Биография
Родилась в семье известных фотографов Лоис и Джозефа Дженни Штейнмеца. Она родилась в Филадельфии в штате Пенсильвания, но выросла в Сарасоте, штат Флорида. С десяти лет начала писать небольшие рассказы и отправлять их в журналы. Первый раз её рассказ был напечатан, когда ей было тринадцать.
С 1952 по 1953 училась в Университете Дьюка, но бросила его, потому что ещё в 1951 вышла замуж и завела семью. В этот период она временно подрабатывала журналистикой, публикуя статьи в различных домашних журналах. За всю журналистскую карьеру Лоис написала более 300 статей, которые были напечатаны в таких журналах, как «Ladies' Home Journal», «Redbook», «McCall’s», «Good Housekeeping» и «Reader’s Digest». Брак, подаривший Лоис дочерей Робин и Кэрри и сына Брэтта, закончился разводом в 1962, после которого она переехала в Альбукерке в Нью-Мексико, где преподавала журналистику в Университете Нью-Мексико, и где же в 1977 получила степень Бакалавра искусств по английскому языку. В 1965 она вышла замуж за Дональда Аркетта и родила от него ещё двух детей — сына Дональда-мл. и дочь Кейтлин.
Данкан больше всего известна её романами для подростков. Некоторые из них были экранизированы. Самой известной является экранизация, снятая по роману «Я знаю, что вы сделали прошлым летом», который был выпущен в октябре 1973 года. Однако, экранизацией данный фильм можно назвать только с натяжкой, так как от романа осталась только основа и сама Данкан заявила, что совершенно недовольна тем, что её драматический молодёжный роман превратили в комедию ужасов. В 2009 была экранизирована её другая книга — «Отель для собак» (1971). В этом фильме главную роль сыграла Эмма Робертс, а сама Данкан снялась в массовке.
Данкан умерла у себя дома по необнародованным причинам. Её муж сообщил, что в предшествующие годы она перенесла серию инсультов.
16 июля 1989 года в семье Лоис Данкан произошла трагедия: её 18-летняя дочь Кейтлин Аркетт была застрелена в Альбукерке, Нью-Мексико, когда возвращалась на машине домой от друга. В то время, как полиция решила, что Кейтлин стала случайной жертвой перестрелки, её мать провела собственное расследование, которое включило в себя опросы друзей дочери и посещение экстрасенса. В конечном итоге Данкан пришла к выводу, что убийство было совершено некой вьетнамской бандой, занимавшейся страховым мошенничеством и распространением наркотиков, в которой состоял бойфренд Кейтлин. Свои домыслы Лоис описала в 1992 году в книге «Кто убил мою дочь?». Однако, дело об убийстве Кейтлин до сих пор не раскрыто. В 2001 году Лоис сказала в интервью, что вместе с единомышленниками ей удалось узнать, что её дочь была убита потому, что «подняла руку на организованную преступность, которая находилась под защитой определенных законодателей». По её словам, полиция не заинтересовалась этими доказательствами. В июле 2021 года, через пять лет после смерти Данкан, полиция Альбукерке арестовала по подозрению в другом преступлении Пола Аподаку: на допросе тот признался, что это он убил Кейтлин Аркетт, а заодно ещё двух человек в то же время, чьи убийства были тогда не раскрыты. В феврале 2022 года Аподаке было официально предъявлено убийство Аркетт.

## Экранизации
- Незнакомец в нашем доме (1978)
- Убить мистера Гриффина (1997)
- Я знаю, что вы сделали прошлым летом (1997)
- Я ждала тебя (1998)
- Не оглядывайся (1999)
- Заложники (2000)
- Отель для собак (2009)
- Незнакомец с моим лицом (2009)
- Дальше по коридору (2018)
- Я знаю, что вы сделали прошлым летом (телесериал, 2021)